# Capasa turlini
Capasa turlini là một loài bướm đêm trong họ Geometridae.